# Distance propre
Cet article concerne le sens en relativité retreinte. Pour le sens en cosmologie, voir distance comobile.
En relativité restreinte, la distance propre entre deux événements séparés d'un intervalle d'espace-temps de genre espace est la distance spatiale séparant ces deux événements mesurée dans un référentiel inertiel où ils sont simultanés.
Comme deux événements séparés d'un intervalle d'espace-temps de genre temps ne peuvent être simultanés dans aucun référentiel, il n'y a pas de distance propre entre eux, mais on peut définir un temps propre les séparant.
La distance propre doit généralement être distinguée de la longueur propre ou longueur au repos qui correspond à la longueur d'un corps mesurée dans le référentiel où il est immobile, au moyen d'une règle graduée standard. Du fait de la contraction des longueurs, la longueur propre est la plus grande mesure que l'on puisse faire de ce corps dans un référentiel. Elle devient égale à la distance propre lorsque le corps est immobile dans le référentiel inertiel choisi et que les deux évènements pris pour le mesurer sont simultanés dans ce même référentiel.

## Définition en espace plat
En relativité restreinte, la distance propre entre deux évènements séparés d'un intervalle d'espace-temps de genre espace {\displaystyle \Delta s^{2}<0} est définie par :
{\displaystyle \ell ={\sqrt {-\Delta s^{2}}}}
Si l'on se place dans un référentiel inertiel où les deux évènements sont simultanés ({\displaystyle \Delta t=0}), cette expression prend un sens physique concret. Elle correspond à la distance spatiale séparant ces deux évènements :
{\displaystyle \ell ={\sqrt {\Delta x^{2}+\Delta y^{2}+\Delta z^{2}}}}
Cependant, du fait de l'invariance de l'intervalle d'espace-temps, la distance propre peut également être calculée dans un référentiel inertiel où les évènements ne sont pas simultanés. L'expression générale est alors :
{\displaystyle \ell ={\sqrt {\Delta x'^{2}+\Delta y'^{2}+\Delta z'^{2}-c^{2}\Delta t'^{2}}}}
Deux évènements sont séparés d'un intervalle d'espace-temps de genre espace si et seulement si {\displaystyle \ell } prend une valeur réelle et non nulle. La distance propre ne dépend pas du référentiel choisi, c'est un invariant relativiste, tout comme le temps propre. La distance propre peut être utilisée pour mesurer la longueur propre d'un corps uniquement si ce corps est immobile dans le référentiel inertiel où les évènements sont simultanés.